# Sarah Heard
Sarah Heard (Ballarat, 4 de octubre de 1983) es una deportista australiana que compitió en remo.
Ganó tres medallas en el Campeonato Mundial de Remo entre los años 2005 y 2010. Participó en los Juegos Olímpicos de Pekín 2008, ocupando el sexto lugar en la prueba de ocho con timonel.

## Palmarés internacional
| Campeonato Mundial | Campeonato Mundial        | Campeonato Mundial | Campeonato Mundial |
| Año                | Lugar                     | Medalla            | Prueba             |
| ------------------ | ------------------------- | ------------------ | ------------------ |
| 2005               | Kaizu (Japón)             | Medalla de oro     | Ocho con timonel   |
| 2006               | Eton (Reino Unido)        | Medalla de bronce  | Ocho con timonel   |
| 2010               | Cambridge (Nueva Zelanda) | Medalla de plata   | Cuatro sin timonel |